# Nasty (singel)
Nasty – pierwszy singel amerykańskiego rapera Nasa wydany 9 sierpnia 2011 roku w serwisie iTunes. Utwór został wyprodukowany przez Salaam Remiego i promuje dziesiąty studyjny album rapera Life is Good. Nasty znalazł się na 37. miejscu listy 50 najlepszych singli 2011 roku według magazynu Rolling Stone, a serwis RapGenius określił go najlepszym utworem hip-hopowym w 2011 roku. Utwór znalazł się również na ścieżce dźwiękowej do wydanego w 2012 roku filmu Projekt X.

## Sesja nagraniowa
"Nasty" zostało napisane przez Nasa oraz Salaam Remiego, który również wyprodukował utwór. Remi do stworzenia utworu użył wielu instrumentów w tym gitary basowej, instrumentu klawiszowego, gitary oraz perkusji. Sesja nagraniowa miała miejsce w Instrument Zoo Studios w Miami. Za proces miksowania odpowiedzialni byli Manny Marroquin, Chris Galland oraz Erik Madrid z Larrabee Studios, Universal City w Kalifornii. W tle można usłyszeć również amerykańskiego DJ-a Big Kapa, który jednak nie został wymieniony na płycie. Utwór został zmasterowany przez Chrisa Gehringera ze Sterling Sound w Nowym Jorku.

## Teledysk
Teledysk do "Nasty" został nakręcony w Nowym Jorku, a za reżyserię odpowiada Jason Goldwatch. Wszystkie sceny do klipu zostały nakręcone w Queensbridge w dzielnicy Queens, gdzie dorastał raper. Podczas kręcenia wideo Goldwatch chciał ukazać dzielnicę z bardzo realistycznej strony dlatego do klipu szukano prawdziwych bezdomnych ludzi jak również osoby uzależnione od narkotyków.

## Lista utworów
| Nr | Tytuł utworu | Producent   | Tekst                     | Długość |
| -- | ------------ | ----------- | ------------------------- | ------- |
| 1. | „Nasty”      | Salaam Remi | Nasir Jones, Salaam Gibbs | 3:04    |
|    |              |             |                           | 3:04    |

## Personel
Sesja nagraniowa
- Instrument Zoo Studios w Miami w stanie Floryda.

Personel
- Nas – tekst, wokal
- Salaam Remi – tekst, wokal, produkcja, gitara basowa, gitara, klawisze, perkusja
- Gleyder Disla – reżyser nagrania
- Manny Marroquin – miks
- Erik Madrid – inżynier miksu
- Chris Galland – asystent miksowania
- Big Kap – dodatkowy wokal
- Chris Gehringer – mastering